# 莫阿

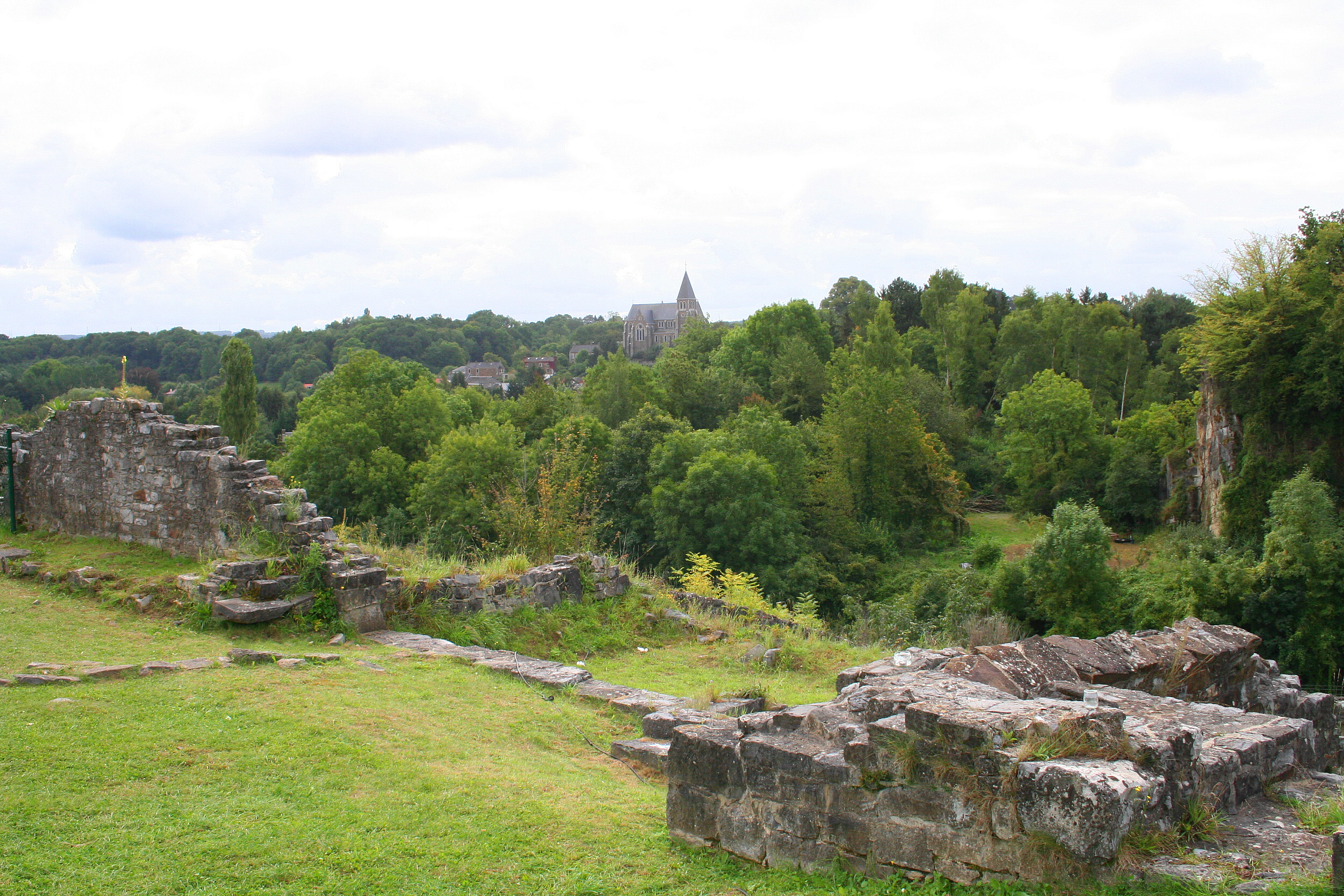
从城堡遗迹望向该区

莫阿（法語：Moha，法語發音：[mɔa]）是比利时瓦隆大区列日省旺兹的一个片区，人口1634人，处于福斯鲁勒河与默艾涅河的交汇处。在1977年比利时市镇合并之前，莫阿曾是一个独立的市镇。